# Гуасаве
Гуасаве (исп. Guasave) — город и муниципалитет в Мексике, входит в штат Синалоа. Население 270 260 человек.

## История
В 1595 году город основал Эрнандо де Вильяфанье.